# SN 2009ip
SN 2009ip was een exploderende ster in het sterrenstelsel NGC 7259 die gezien werd in augustus 2009. Aanvankelijk ging men ervan uit dat het om een supernova ging, en dit heeft dan ook als zodanig zijn naam gegeven, maar de lichtsterkte liep al na enkele dagen terug. Toen er het volgende jaar een andere uitbarsting plaatsvond op dezelfde plaats werd duidelijk dat het hier niet om een supernova ging, maar om een supernova impostor, een explosie van een lichtsterke blauwe variabele waarbij 'slechts' een deel van de massa van de ster werd weggeblazen. In 2012 volgde een derde uitbarsting, en vanwege de snelheid waarmee materiaal werd uitgestoten, gaat men ervan uit dat dit wel de definitieve supernova of hypernova was 